# 2008-as futsal-világbajnokság
A 2008-as futsal-világbajnokság a hatodik ilyen jellegű futsaltorna volt, melyet 2008. szeptember 30. és október 19. között Brazíliában rendeztek meg. A világbajnoki címet Brazília szerezte meg.

## Helyszínek
A világbajnokság küzdelmeinek Brazília két helyszíne adott otthont, Rio de Janeiro és Brazíliaváros.
|       | Brazíliaváros           | Rio de Janeiro        |
| ----- | ----------------------- | --------------------- |
| Város | Nilson Nelson gimnázium | Maracazinho gimnázium |

## Részt vevő csapatok
Az alábbi csapatok kvalifikálták magukat a 2008-as futsal-világbajnokságra:
| Ázsiai zóna (AFC): - Irán - Japán - Thaiföld - Salamon-szigetek Afrikai zóna (CAF): - Egyiptom - Líbia Európai zóna (UEFA): - Csehország - Olaszország - Oroszország - Spanyolország - Ukrajna | Észak és Közép-Amerika és a Karibi zóna (CONCACAF): - Amerikai Egyesült Államok - Guatemala - Kuba Dél-amerikai zóna (CONMEBOL): - Argentína - Paraguay - Uruguay Rendező: - Brazília |  |

## Csoportkör

### Első csoportkör

#### A csoport
| Csapat           | Mérk | GY | D | V | RG | KG | GA  | P  |
| ---------------- | ---- | -- | - | - | -- | -- | --- | -- |
| Brazília         | 4    | 4  | 0 | 0 | 49 | 1  | +48 | 12 |
| Oroszország      | 4    | 3  | 0 | 1 | 50 | 15 | +35 | 9  |
| Japán            | 4    | 2  | 0 | 2 | 13 | 24 | -11 | 6  |
| Kuba             | 4    | 1  | 0 | 3 | 16 | 25 | -9  | 3  |
| Salamon-szigetek | 4    | 0  | 0 | 4 | 6  | 69 | -63 | 0  |

| 2008. szeptember 30. 10:30 |

| Brazília                                                                                               | 12–1              | Japán      |
| --- | ----------------- | ---------- |
| Lenísio 3' 35' Marquinho 4' Falcão 11' 32' Wilde 22' Ari 24' 27' Schumacher 26' 34' Betão 28' Ciço 31' | (3–1) Jegyzőkönyv | Oszodo 14' |

| Nilson Nelson gimnázium, Brazíliaváros Nézőszám: 6 572 Játékvezető: Massimo Cumbo (olasz) |

| 2008. szeptember 30. 12:30 |

| Kuba                                                                              | 10–2              | Salamon-szigetek |
| --------------------------------------------------------------------------------- | ----------------- | ---------------- |
| Olivera 2' 9' Madrigal 5' Saname 10' Morales 15' 26' 27' 29' Jhonnet 28' Mesa 39' | (5–1) Jegyzőkönyv | Ragomo 1' 40'    |

| Nilson Nelson gimnázium, Brazíliaváros Nézőszám: 3 231 Játékvezető: Nestor Valiente (paraguayi) |

| 2008. október 2. 10:30 |

| Salamon-szigetek | 0–21              | Brazília |
| ---------------- | ----------------- | --- |
|                  | (0–8) Jegyzőkönyv | Lenísio 4' 22' 35' 36' Wilde 5' 19' Vinícius 7' Falcão 8' 18' 21' 32' 39' 40' Schumacher 13' 16' 29' Betão 24' 27' 28' Gabriel 33' Carlinhos 34' |

| Nilson Nelson gimnázium, Brazíliaváros Nézőszám: 5 845 Játékvezető: Jason Krnac (amerikai) |

| 2008. október 2. 12:30 |

| Oroszország                                                                                    | 10–5              | Kuba                                      |
| ---------------------------------------------------------------------------------------------- | ----------------- | ----------------------------------------- |
| Mesa 3' Szajakmetov 6' 35' Majevszkij 7' Prudnyikov 8' Sirilo 9' 31' Kamadiev 28' Pula 37' 40' | (5–2) Jegyzőkönyv | Madrigal 14' Mesa 16' 34' 38' Morales 36' |

| Nilson Nelson gimnázium, Brazíliaváros Nézőszám: 3 462 Játékvezető: Alvaro Sacarelo (uruguayi) |

| 2008. október 4. 10:30 |

| Brazília                                                                     | 7–0               | Oroszország |
| ---------------------------------------------------------------------------- | ----------------- | ----------- |
| Schumacher 2' Prudnyikov 7' Lenísio 13' 21' Ciço 15' Falcão 28' Vinícius 31' | (4–0) Jegyzőkönyv |             |

| Nilson Nelson gimnázium, Brazíliaváros Nézőszám: 8 202 Játékvezető: Octalivar Carrero (venezuelai) |

| 2008. október 4. 12:30 |

| Japán                                                                  | 7–2               | Salamon-szigetek    |
| ---------------------------------------------------------------------- | ----------------- | ------------------- |
| Kanajama 2' Kogure 9' Komijama 11' Fúdzsi 22' Oszodo 27' 38' Inaba 31' | (3–2) Jegyzőkönyv | Maeda 17' Ginio 18' |

| Nilson Nelson gimnázium, Brazíliaváros Nézőszám: 1 785 Játékvezető: Roberto Gracia (spanyol) |

| 2008. október 6. 10:30 |

| Japán                                 | 4–1               | Kuba          |
| ------------------------------------- | ----------------- | ------------- |
| Oszodo 23' Inaba 25' 33' Kanajama 31' | (0–1) Jegyzőkönyv | Rodríguez 15' |

| Nilson Nelson gimnázium, Brazíliaváros Nézőszám: 5 096 Játékvezető: Tawfik Al Dawi (líbiai) |

| 2008. október 6. 12:30 |

| Oroszország | 31–2               | Salamon-szigetek         |
| --- | ------------------ | ------------------------ |
| Kamadiev 1' 2' 14' 30' 34' Szajakmetov 2' 3' 21' 35' Sirilo 3' 5' 10' 11' 12' 32' Pula 4' 6' 11' 16' 17' 18' 24' 25' 27' Majevszkij 5' 13' Agapov 7' Prudnyikov 15' 34' Pereverzev 36' Azizov 40' | (20–0) Jegyzőkönyv | Wetney 22' Lea'alafa 28' |

| Nilson Nelson gimnázium, Brazíliaváros Nézőszám: 5 548 Játékvezető: Alireza Sohrabi (iráni) |

| 2008. október 8. 10:30 |

| Brazília                                                                         | 9–0               | Kuba |
| -------------------------------------------------------------------------------- | ----------------- | ---- |
| Schumacher 3' Wilde 7' 16' Falcão 12' 23' Lenísio 19' Vinícius 21' Betão 26' 34' | (5–0) Jegyzőkönyv |      |

| Nilson Nelson gimnázium, Brazíliaváros Nézőszám: 8 530 Játékvezető: Karel Henych (cseh) |

| 2008. október 8. 10:30 |

| Oroszország                                                                             | 9–1               | Japán        |
| --------------------------------------------------------------------------------------- | ----------------- | ------------ |
| Prudnyikov 3' 28' Kamadiev 7' 9' 20' Agapov 21' Pula 22' Majevszkij 23' Szajakmetov 37' | (3–0) Jegyzőkönyv | Kanajama 25' |

| Maracazinho gimnázium, Rio de Janeiro Nézőszám: 4 454 Játékvezető: Fabian Lopez (kolumbiai) |

#### B csoport
| Csapat                    | Mérk | GY | D | V | RG | KG | GA  | P |
| ------------------------- | ---- | -- | - | - | -- | -- | --- | - |
| Paraguay                  | 4    | 3  | 0 | 1 | 19 | 5  | +14 | 9 |
| Olaszország               | 4    | 3  | 0 | 1 | 12 | 6  | +6  | 9 |
| Portugália                | 4    | 3  | 0 | 1 | 15 | 8  | +7  | 9 |
| Thaiföld                  | 4    | 1  | 0 | 3 | 7  | 15 | -8  | 3 |
| Amerikai Egyesült Államok | 4    | 0  | 0 | 4 | 5  | 24 | -19 | 0 |

| 2008. szeptember 30. 10:30 |

| Olaszország | 1–0               | Thaiföld |
| ----------- | ----------------- | -------- |
| Grana 15'   | (1–0) Jegyzőkönyv |          |

| Maracazinho gimnázium, Rio de Janeiro Nézőszám: 4 012 Játékvezető: Asselam Khan (mozambiki) |

| 2008. szeptember 30. 12:30 |

| Paraguay                                                             | 5–0               | Amerikai Egyesült Államok |
| -------------------------------------------------------------------- | ----------------- | ------------------------- |
| Santander 6' Alcaraz 17' Fernandez 20' Chilavert 22' R. Villalba 39' | (3–0) Jegyzőkönyv |                           |

| Maracazinho gimnázium, Rio de Janeiro Nézőszám: 4 012 Játékvezető: Oleg Ivanov (ukrán) |

| 2008. október 2. 12:30 |

| Amerikai Egyesült Államok | 1–6               | Olaszország                                                     |
| ------------------------- | ----------------- | --------------------------------------------------------------- |
| Rosenband 4'              | (1–2) Jegyzőkönyv | Foglia 6' Zanetti 10' Nora 31' Grana 35' Bertoni 37'} Assis 40' |

| Maracazinho gimnázium, Rio de Janeiro Nézőszám: 3 271 Játékvezető: Tales Goulart (brazil) |

| 2008. október 2. 10:30 |

| Portugália                     | 3–2               | Paraguay                   |
| ------------------------------ | ----------------- | -------------------------- |
| Pedro Costa 1' Arnaldo 21' 37' | (1–1) Jegyzőkönyv | Rotella 7' R. Villalba 27' |

| Maracazinho gimnázium, Rio de Janeiro Nézőszám: 2 736 Játékvezető: Carlos Del Cid (guatemalai) |

| 2008. október 4. 12:30 |

| Olaszország             | 3–1               | Portugália     |
| ----------------------- | ----------------- | -------------- |
| Grana 15' 33' Assis 37' | (1–0) Jegyzőkönyv | Ricardinho 39' |

| Maracazinho gimnázium, Rio de Janeiro Nézőszám: 4 463 Játékvezető: Sergio Ghibaudi (argentin) |

| 2008. október 4. 10:30 |

| Thaiföld                                                                  | 5–3               | Amerikai Egyesült Államok        |
| ------------------------------------------------------------------------- | ----------------- | -------------------------------- |
| Suratsawang 14' Innui 16' Issarasuwipakorn 28' Janta 30' Khumthinkaew 39' | (2–1) Jegyzőkönyv | Apple 20' Denison 22' Morris 40' |

| Maracazinho gimnázium, Rio de Janeiro Nézőszám: 3 908 Játékvezető: Hector Rojas (perui) |

| 2008. október 6. 12:30 |

| Thaiföld | 0–8               | Paraguay                                                          |
| -------- | ----------------- | ----------------------------------------------------------------- |
|          | (0–3) Jegyzőkönyv | R. Villalba 5' 12' 13' 24' Jara 28' W. Villalba 31' Roman 36' 39' |

| Maracazinho gimnázium, Rio de Janeiro Nézőszám: 4 025 Játékvezető: Asselam Khan (mozambiki) |

| 2008. október 6. 10:30 |

| Portugália                                                                | 8–1               | Amerikai Egyesült Államok |
| ------------------------------------------------------------------------- | ----------------- | ------------------------- |
| Leitão 1' 2' 27' Gonçalo 21' Arnaldo 23' Jardel 28' Bibi 30' Cardinal 37' | (2–0) Jegyzőkönyv | Naumoski 36'              |

| Maracazinho gimnázium, Rio de Janeiro Nézőszám: 3 935 Játékvezető: Zhizhong Li (kínai) |

| 2008. október 8. 12:30 |

| Olaszország              | 2–4               | Paraguay                                    |
| ------------------------ | ----------------- | ------------------------------------------- |
| Zanetti 6' Santander 16' | (2–1) Jegyzőkönyv | Rotella 15' 37' Alcaraz 21' R. Villalba 37' |

| Maracazinho gimnázium, Rio de Janeiro Nézőszám: 5 017 Játékvezető: Antonio Alvarez (kubai) |

| 2008. október 8. 12:30 |

| Portugália                         | 3–2               | Thaiföld                  |
| ---------------------------------- | ----------------- | ------------------------- |
| Arnaldo 2' Israel 26' Cardinal 40' | (1–1) Jegyzőkönyv | Suratsawang 19' Janta 37' |

| Nilson Nelson gimnázium, Brazíliaváros Nézőszám: 4 826 Játékvezető: Badrul Kalam (malajziai) |

#### C csoport
| Csapat    | Mérk | GY | D | V | RG | KG | GA  | P  |
| --------- | ---- | -- | - | - | -- | -- | --- | -- |
| Ukrajna   | 4    | 3  | 1 | 0 | 17 | 7  | +10 | 10 |
| Argentína | 4    | 3  | 1 | 0 | 13 | 5  | +8  | 10 |
| Guatemala | 4    | 2  | 0 | 2 | 14 | 9  | +5  | 6  |
| Egyiptom  | 4    | 1  | 0 | 3 | 9  | 12 | -3  | 3  |
| Kína      | 4    | 0  | 0 | 4 | 5  | 25 | -20 | 0  |

| 2008. október 1. 12:30 |

| Argentína                              | 5–0               | Kína |
| -------------------------------------- | ----------------- | ---- |
| Giménez 5' 8' 16' Amas 29' Corazza 39' | (3–0) Jegyzőkönyv |      |

| Nilson Nelson gimnázium, Brazíliaváros Nézőszám: 5 150 Játékvezető: Antonio Cardoso (portugál) |

| 2008. október 1. 10:30 |

| Guatemala   | 1–0               | Egyiptom |
| ----------- | ----------------- | -------- |
| Acevedo 40' | (0–0) Jegyzőkönyv |          |

| Nilson Nelson gimnázium, Brazíliaváros Nézőszám: 5 156 Játékvezető: Scott Kidson (ausztrál) |

| 2008. október 3. 10:30 |

| Egyiptomi                                | 2–4               | Argentína                |
| ---------------------------------------- | ----------------- | ------------------------ |
| Giménez 16' Guistozzi 22' 39' Lucuix 31' | (1–1) Jegyzőkönyv | El Agouz 17' Samasry 21' |

| Nilson Nelson gimnázium, Brazíliaváros Nézőszám: 4 385 Játékvezető: Karel Henych (cseh) |

| 2008. október 3. 12:30 |

| Ukrajna                                                                | 6–2               | Guatemala               |
| ---------------------------------------------------------------------- | ----------------- | ----------------------- |
| Zamjatin 12' Csepornyuk 23' Rogacsov 25' 28' Romanov 36' Legcsanov 40' | (1–0) Jegyzőkönyv | De León 21' Acevedo 34' |

| Nilson Nelson gimnázium, Brazíliaváros Nézőszám: 4 456 Játékvezető: Badrul Kalam (malajziai) |

| 2008. október 5. 12:30 |

| Argentína                | 2–2               | Ukrajna                   |
| ------------------------ | ----------------- | ------------------------- |
| Planas 31' Guistozzi 39' | (0–0) Jegyzőkönyv | Ivanov 37' Csepornyuk 38' |

| Nilson Nelson gimnázium, Brazíliaváros Nézőszám: 6 335 Játékvezető: Jang Kwan Kim (koreai) |

| 2008. október 5. 10:30 |

| Kína                    | 2–6               | Egyiptom                                                         |
| ----------------------- | ----------------- | ---------------------------------------------------------------- |
| Zhang Xi 25' Hu Jie 40' | (0–3) Jegyzőkönyv | Sameh 10' Mizo 17' El Komsan 19' El Agouz 21' 23' Abou Serie 27' |

| Nilson Nelson gimnázium, Brazíliaváros Nézőszám: 6 264 Játékvezető: Török Károly (magyar) |

| 2008. október 7. 12:30 |

| Kína          | 1–10              | Guatemala                                                                       |
| ------------- | ----------------- | ------------------------------------------------------------------------------- |
| Liu Xinyi 31' | (0–7) Jegyzőkönyv | Acevedo 1' Tejada 3' 18' Gonzalez 9' 36' Castro 10' Estrada 11' 16' 38' Noj 33' |

| Nilson Nelson gimnázium, Brazíliaváros Nézőszám: 5 609 Játékvezető: Edi Sunjić (horvát) |

| 2008. október 7. 12:30 |

| Ukrajna                                                       | 5–1               | Egyiptom |
| ------------------------------------------------------------- | ----------------- | -------- |
| Saleh 7' Legcsanov 19' Ivanov 21' Csepornyuk 31' Zamjatin 38' | (2–0) Jegyzőkönyv | Mizo 29' |

| Nilson Nelson gimnázium, Brazíliaváros Nézőszám: 5 703 Játékvezető: Franklin Loor (ecuadori) |

| 2008. október 9. 12:30 |

| Argentína             | 2–1               | Guatemala     |
| --------------------- | ----------------- | ------------- |
| Lucuix 1' Wilhelm 28' | (1–0) Jegyzőkönyv | Aristondo 39' |

| Nilson Nelson gimnázium, Brazíliaváros Nézőszám: 6 178 Játékvezető: Massimo Cumbo (olasz) |

| 2008. október 9. 12:30 |

| Ukrajna                                 | 4–2               | Kína                     |
| --------------------------------------- | ----------------- | ------------------------ |
| Zamjatin 20' 32' Makajev 35' Hu Jie 37' | (1–1) Jegyzőkönyv | Hu Jie 18' Zheng Tao 39' |

| Maracazinho gimnázium, Rio de Janeiro Nézőszám: 4 552 Játékvezető: Asselam Khan (mozambiki) |

#### D csoport
| Csapat        | Mérk | GY | D | V | RG | KG | GA  | P  |
| ------------- | ---- | -- | - | - | -- | -- | --- | -- |
| Spanyolország | 4    | 3  | 1 | 0 | 13 | 3  | +10 | 10 |
| Irán          | 4    | 3  | 1 | 0 | 14 | 9  | +5  | 10 |
| Csehország    | 4    | 2  | 0 | 2 | 10 | 10 | 0   | 6  |
| Líbia         | 4    | 0  | 1 | 3 | 7  | 14 | -7  | 1  |
| Uruguay       | 4    | 0  | 1 | 3 | 6  | 14 | -8  | 1  |

| 2008. október 1. 10:30 |

| Spanyolország            | 3–3               | Irán                                   |
| ------------------------ | ----------------- | -------------------------------------- |
| Torras 21' 36' Borja 29' | (0–3) Jegyzőkönyv | Taheri 3' Shamsaee 11' Hassanzadeh 12' |

| Maracazinho gimnázium, Rio de Janeiro Nézőszám: 0 Játékvezető: Fabian Lopez (kolumbiai) |

| 2008. október 1. 12:30 |

| Uruguay                             | 3–3               | Líbia                             |
| ----------------------------------- | ----------------- | --------------------------------- |
| Custódio 1' Laurino 21' Garrido 30' | (1–0) Jegyzőkönyv | Abdel 27' Shahout 37' Alkhoga 40' |

| Maracazinho gimnázium, Rio de Janeiro Nézőszám: 3 557 Játékvezető: Kazuya Isokawa (japán) |

| 2008. október 3. 12:30 |

| Líbia | 0–3               | Spanyolország                           |
| ----- | ----------------- | --------------------------------------- |
|       | (0–2) Jegyzőkönyv | Javi Rodríguez 2' Álvaro 15' Daniel 29' |

| Maracazinho gimnázium, Rio de Janeiro Nézőszám: 3 339 Játékvezető: Nurdin Bukuev (kirgiz) |

| 2008. október 3. 12:30 |

| Csehország                                | 4–1               | Uruguay  |
| ----------------------------------------- | ----------------- | -------- |
| Mareš 7' Šluka 24' Slama 28' Filinger 40' | (1–1) Jegyzőkönyv | Seba 16' |

| Maracazinho gimnázium, Rio de Janeiro Nézőszám: 3 293 Játékvezető: Hector Mesen (Costa Rica-i) |

| 2008. október 5. 10:30 |

| Spanyolország                                | 4–0               | Csehország |
| -------------------------------------------- | ----------------- | ---------- |
| Javi Rodríguez 1' Marcelo 20' 22' Daniel 21' | (1–0) Jegyzőkönyv |            |

| Maracazinho gimnázium, Rio de Janeiro Nézőszám: 2 471 Játékvezető: Ivan Sabanov (oroszország) |

| 2008. október 5. 12:30 |

| Irán                                     | 4–2               | Líbia                        |
| ---------------------------------------- | ----------------- | ---------------------------- |
| Taheri 4' Hashemzadeh 6' 17' Tayyebi 31' | (3–1) Jegyzőkönyv | Abdel 18' Mohamed Rahoma 24' |

| Maracazinho gimnázium, Rio de Janeiro Nézőszám: 4 103 Játékvezető: Elix Peralta (panamai) |

| 2008. október 7. 12:30 |

| Irán                                              | 4–2               | Uruguay                        |
| ------------------------------------------------- | ----------------- | ------------------------------ |
| Taheri 2' Tayyebi 8' Shamsaee 20' Hashemzadeh 27' | (2–1) Jegyzőkönyv | Mincho 12' Jorge Rodríguez 37' |

| Maracazinho gimnázium, Rio de Janeiro Nézőszám: 3 900 Játékvezető: Antonio Alvarez (kubai) |

| 2008. október 7. 10:30 |

| Csehország                                | 4–2               | Líbia                          |
| ----------------------------------------- | ----------------- | ------------------------------ |
| Mareš 6' Kopecky 14' Dlouhy 25' Sluka 38' | (2–1) Jegyzőkönyv | Mohamed 17' Mohamed Rahoma 23' |

| Maracazinho gimnázium, Rio de Janeiro Nézőszám: 3 530 Játékvezető: Tales Goulart (brazil) |

| 2008. október 9. 10:30 |

| Spanyolország                        | 3–0               | Uruguay |
| ------------------------------------ | ----------------- | ------- |
| Javi Rodriguez 18' Fernandao 20' 21' | (1–0) Jegyzőkönyv |         |

| Maracazinho gimnázium, Rio de Janeiro Nézőszám: 4 442 Játékvezető: Hector Mesen (Costa Rica-i) |

| 2008. október 9. 10:30 |

| Csehország              | 2–3               | Irán                             |
| ----------------------- | ----------------- | -------------------------------- |
| Janovsky 27' Dlouhy 31' | (0–1) Jegyzőkönyv | Hassanzadeh 16' 39' Shamsaee 30' |

| Nilson Nelson gimnázium, Brazíliaváros Nézőszám: 5 786 Játékvezető: Antonio Cardoso (portugál) |

### Második csoportkör

#### E csoport
| Csapat      | Mérk | GY | D | V | RG | KG | GA | P |
| ----------- | ---- | -- | - | - | -- | -- | -- | - |
| Brazília    | 3    | 3  | 0 | 0 | 9  | 3  | +6 | 9 |
| Olaszország | 3    | 1  | 1 | 1 | 9  | 8  | +1 | 4 |
| Irán        | 3    | 1  | 1 | 1 | 10 | 10 | 0  | 4 |
| Ukrajna     | 3    | 0  | 0 | 3 | 7  | 14 | -7 | 0 |

| 2008. október 11. 10:30 |

| Brazília      | 1–0               | Irán |
| ------------- | ----------------- | ---- |
| Schumacher 2' | (1–0) Jegyzőkönyv |      |

| Maracazinho gimnázium, Rio de Janeiro Nézőszám: 7 811 Játékvezető: Ivan Sabanov (orosz) |

| 2008. október 11. 12:30 |

| Ukrajna | 0–4               | Olaszország                |
| ------- | ----------------- | -------------------------- |
|         | (0–0) Jegyzőkönyv | Nora 26' 33' Forte 31' 39' |

| Maracazinho gimnázium, Rio de Janeiro Nézőszám: 7 930 Játékvezető: Hector Rojas (perui) |

| 2008. október 12. 10:30 |

| Olaszország | 0–3               | Brazília                           |
| ----------- | ----------------- | ---------------------------------- |
|             | (0–2) Jegyzőkönyv | Schumacher 11' Lenísio 13' Ari 29' |

| Maracazinho gimnázium, Rio de Janeiro Nézőszám: 8 077 Játékvezető: Antonio Alvarez (kubai) |

| 2008. október 12. 12:30 |

| Ukrajna                                  | 4–5               | Irán                                      |
| ---------------------------------------- | ----------------- | ----------------------------------------- |
| Makajev 5' 36' Csepornyuk 8' Kurszov 15' | (3–5) Jegyzőkönyv | Shamsaee 9' 12' Plipiv 10' Taheri 14' 19' |

| Maracazinho gimnázium, Rio de Janeiro Nézőszám: 7 396 Játékvezető: Asselam Khan (mozambiki) |

| 2008. október 14. 10:30 |

| Brazília                                    | 5–3               | Ukrajna                     |
| ------------------------------------------- | ----------------- | --------------------------- |
| Falcao 8' 15' 19' Lenísio 17' Marquinho 21' | (4–2) Jegyzőkönyv | Zamjatin 1' Romanov 16' 39' |

| Maracazinho gimnázium, Rio de Janeiro Nézőszám: 6 141 Játékvezető: Nestor Valiente (paraguayi) |

| 2008. október 14. 10:30 |

| Irán                                                          | 5–5               | Olaszország                                  |
| ------------------------------------------------------------- | ----------------- | -------------------------------------------- |
| Daneshvar 10' 35' Masoudi 12' Hashemzadeh 26' Hassanzadeh 28' | (2–3) Jegyzőkönyv | Grana 2' 8' Nora 13' Fabiano 30' Bertoni 39' |

| Nilson Nelson gimnázium, Brazíliaváros Nézőszám: 7 881 Játékvezető: Scott Kidson (ausztrál) |

#### F csoport
| Csapat        | Mérk | GY | D | V | RG | KG | GA | P |
| ------------- | ---- | -- | - | - | -- | -- | -- | - |
| Spanyolország | 3    | 3  | 0 | 0 | 11 | 4  | +7 | 9 |
| Oroszország   | 3    | 1  | 1 | 1 | 9  | 11 | -2 | 4 |
| Argentína     | 3    | 0  | 2 | 1 | 6  | 7  | -1 | 2 |
| Paraguay      | 3    | 0  | 1 | 2 | 8  | 12 | -4 | 1 |

| 2008. október 11. 10:30 |

| Paraguay                       | 3–3               | Argentína                            |
| ------------------------------ | ----------------- | ------------------------------------ |
| Alcaraz 2' 38' R. Villalba 13' | (2–1) Jegyzőkönyv | Corazza 16' Santander 33' Lucuix 35' |

| Nilson Nelson gimnázium, Brazíliaváros Nézőszám: 5 961 Játékvezető: Franklin Loor (ecuadori) |

| 2008. október 11. 12:30 |

| Spanyolország                                                 | 5–2               | Oroszország                  |
| ------------------------------------------------------------- | ----------------- | ---------------------------- |
| Álvaro 12' Torras 30' Daniel 32' Javi Rodriguez 38' Amado 39' | (1–1) Jegyzőkönyv | Prudnyikov 17' Majevszki 26' |

| Nilson Nelson gimnázium, Brazíliaváros Nézőszám: 6 244 Játékvezető: Massimo Cumbo (olasz) |

| 2008. október 12. 10:30 |

| Spanyolország           | 2–1               | Argentína   |
| ----------------------- | ----------------- | ----------- |
| Fernandao 14' Ortiz 23' | (1–1) Jegyzőkönyv | Garcías 19' |

| Nilson Nelson gimnázium, Brazíliaváros Nézőszám: 4 180 Játékvezető: Scott Kidson (ausztrál) |

| 2008. október 12. 12:30 |

| Oroszország                         | 5–4               | Paraguay                           |
| ----------------------------------- | ----------------- | ---------------------------------- |
| Pula 7' 32' 34' Szajakmetov 18' 40' | (2–1) Jegyzőkönyv | Rotella 19' F. Alcaraz 22' 31' 38' |

| Nilson Nelson gimnázium, Brazíliaváros Nézőszám: 4 371 Játékvezető: Jason Krnac (amerikai) |

| 2008. október 14. 12:30 |

| Argentína            | 2–2               | Oroszország                   |
| -------------------- | ----------------- | ----------------------------- |
| Amas 4' González 35' | (1–1) Jegyzőkönyv | Dukszevics 16' Prudnyikov 38' |

| Maracazinho gimnázium, Rio de Janeiro Nézőszám: 6 407 Játékvezető: Antonio Alvarez (kubai) |

| 2008. október 14. 12:30 |

| Paraguay       | 1–4               | Spanyolország                   |
| -------------- | ----------------- | ------------------------------- |
| F. Alcaraz 34' | (0–1) Jegyzőkönyv | Álvaro 3' Fernandao 21' 36' 37' |

| Nilson Nelson gimnázium, Brazíliaváros Nézőszám: 8 108 Játékvezető: Franklin Loor (ecuadori) |

## Egyenes kieséses szakasz

### Elődöntők
| 2008. október 16. 10:30 |

| Oroszország            | 2–4               | Brazília                                         |
| ---------------------- | ----------------- | ------------------------------------------------ |
| Pula 17' Khamadiev 25' | (1–3) Jegyzőkönyv | Schumacher 3' Falcao 7' Vinícius 19' Gabriel 37' |

| Maracazinho gimnázium, Rio de Janeiro Nézőszám: 4 910 Játékvezető: Hector Rojas (perui) |

| 2008. október 16. 18:00 |

| Spanyolország                      | 3–2 (h. u.)              | Olaszország          |
| ---------------------------------- | ------------------------ | -------------------- |
| Daniel 4' Fernandao 44' Foglia 50' | (1–0, 1 - 1) Jegyzőkönyv | Foglia 26' Grana 48' |

| Maracazinho gimnázium, Rio de Janeiro Nézőszám: 5 079 Játékvezető: Antonio Alvarez (kubai) |

### A 3. helyért
| 2008. október 18. 10:30 |

| Oroszország    | 1–2               | Olaszország         |
| -------------- | ----------------- | ------------------- |
| Dukszevics 25' | (0–1) Jegyzőkönyv | Foglia 6' Assis 40' |

| Maracazinho gimnázium, Rio de Janeiro Nézőszám: 6 887 Játékvezető: Scott Lidson (ausztrál) |

### Döntő
| 2008. október 19. 10:30 |

| Brazília                   | 2–2 (h. u.)                     | Spanyolország         |
| -------------------------- | ------------------------------- | --------------------- |
| Marquinho 25' Vinícius 36' | (2–2, 0 - 0, 0 - 0) Jegyzőkönyv | Torras 27' Álvaro 38' |
| Büntetőpárbaj              |                                 |                       |
|                            | 4 - 3                           |                       |

| Maracazinho gimnázium, Rio de Janeiro Nézőszám: 10 082 Játékvezető: Fabian Lopez (kolumbiai) |

## Győztes
| A 2008-as futsal-világbajnokság győztese |
| ---------------------------------------- |
| BRAZÍLIA 4. cím                          |